# As Religiões no Rio
As Religiões no Rio é um livro de autoria de João Paulo Barreto, jornalista, cronista, tradutor e teatrólogo brasileiro, que usava o pseudônimo João do Rio. Publicado inicialmente como uma série de reportagens no Gazeta de Notícias do Rio de Janeiro, de janeiro a março de 1904, ganhou volume único no mesmo ano, publicado pela Editora da Gazeta de Notícias. Nos anos que se seguiram, recebeu a várias edições pela Livraria Garnier.
O livro foi pioneiro no Rio de Janeiro em pesquisa de campo sobre as religiões no Rio no começo do século XX na região depois denominada Pequena África. Foi considerado um livro polêmico, adorado por alguns e esconjurado por outros, por o considerarem irônico e preconceituoso. Novidade na época teve o maior sucesso de vendas, apesar de já estar em domínio público, por suas peculiaridades foi relançado no Rio de Janeiro pela Editora Nova Aguilar em 1976 e pela José Olympio Editora em 2006.
Serviu de base para todos os outros pesquisadores que escreveram sobre as religiões no Rio, foi citado por quase todos os autores que escreveram principalmente sobre as religiões afro-brasileiras com mais ênfase na umbanda e candomblé marcando com o estereótipo de feitiçaria, modelo para distorções e interpretações duvidosas dessas religiões até os dias atuais.